# Марк Барроу
Марк Барроу (Marc Barrow, род. 7 мая 1965 года) — французский порноактёр, лауреат премии Hot d'Or Award. Также известен ролью в фильме «Трахни меня».

## Биография
Родился 7 мая 1965 года. До съёмок в фильмах для взрослых работал инструктором по лыжному спорту и тренером по бодибилдингу. Дебютировал в порнобизнесе в 1995 году, в возрасте около 30 лет, вместе со своей подругой Долли Голден. За время карьеры, которая длилась 9 лет, с 1995 по 2004 год, работал по всей Европе и США. Получил три премии Hot d’Or в Каннах в номинации «лучший европейский актёр второго плана». Снялся в фильме Тони Маршаль «Бутик» (France Boutique). Сыграл главную роль в короткометражном фильме Гаспара Ноэ «Содомиты» (Sodomites, 1998). Срежиссировал два фильма, Dolly poupée anale и Déchire-moi.

## Награды и номинации
- 1999 Hot d'Or победа — лучший европейский актёр второго плана (Croupe Du Monde)[3]
- 2000 Hot d'Or победа — лучший европейский актёр второго плана (Hotdorix Colmax)[4][3]
- 2001 Hot d'Or победа — лучший европейский актёр второго плана[3]
- 2007 Haward Européen — Haward d'honneur

## Избранная фильмография
- Cabaret sodom club
- Les tontons tringleurs
- Croupe du monde 98
- Désir Fatal
- La fête à Gigi
- Hotdorix
- la course au sexe
- A feu et a sexe sur la Riviera
- Max, portrait d'un serial-niqueur
- Baise-moi
- Orgie en noir
- Les 12 coups de minuit
- Belles comme la vie
- Profession infirmières de Nuit
- Dolly poupée anale
- Allumeuses
- Vacances à la grecque
- Sex psychos
- Angel's quest
- Les malicieuses
- La mante religieuse
- Il portiere di gnocche
- La dresseuse
- Sexual suspects
- La jouisseuse
- Vendeuse en prêt-à-niquer
- Sexe tentation
- Reves de jeunes filles
- XXX files
- Anus beauté,anal institut
- Le projet blair beach
- Le parfum du désir
- Sex me
- Pervenches ou les risques du métier
- Sexe tentation
- Hot sex on the riviera
- Ass to mouth 1